# Valentin Landmann
Valentin Nikolai Josef Landmann (* 7. Juni 1950 in St. Gallen) ist ein Schweizer Rechtsanwalt, Buchautor und Kantonspolitiker (SVP). Von 2019 bis 2023 war er Mitglied des Zürcher Kantonsrats.

## Leben
Valentin Landmann wuchs am St. Galler Rosenberg als Sohn des in Berlin lehrenden Philosophen Michael Landmann und der Schriftstellerin Salcia Landmann auf. Seine Eltern sind jüdischer Herkunft.
Sein Studium der Rechtswissenschaft schloss er 1973 in nur sechs Semestern mit der höchsten Auszeichnung ab. Während des Studiums war er Mitglied des Schweizerischen Zofingervereins. Auch seine Dissertation 1975 erhielt das Prädikat «summa cum laude». 1977 bestand er die Anwaltsprüfung in Zürich. Er arbeitete als Bezirksanwalt und Ersatzrichter.
1979 nahm er einen Lehrauftrag am Max-Planck-Institut für ausländisches und internationales Privatrecht in Hamburg an. Dort kam er nach eigenen Angaben in Kontakt mit dem Rotlicht-Milieu, beschloss, sein Leben zu ändern und zerriss seine Habilitationsschrift.
Seit 1984 arbeitet er als selbstständiger Anwalt in Zürich. Er ist besonders als Anwalt der Hells Angels, Prostituierter, Neonazis und anderer Randgruppen bekannt geworden. In mehreren Publikationen hat er sich insbesondere mit den ökonomischen Mechanismen der Halbwelt und den Hintergründen der Kriminalität befasst. An der Universität Luzern ist er Dozent für Strafverteidigung.
Im Dezember 1996 wurde Landmann wegen mehrfacher qualifizierter Geldwäscherei zu einem Jahr Gefängnis bedingt, einer Busse von 15'000 Franken und zu einem Berufsverbot von neun Monaten verurteilt. Vom Vorwurf der Finanzierung des Drogenhandels und der Gehilfenschaft zu Begünstigung und Urkundenfälschung wurde er freigesprochen. Das Anwaltspatent wurde ihm nicht entzogen.
2012 übernahm Landmann die Verteidigung von Rechtsanwalt und SVP-Kantonsrat Hermann Lei in der Affäre Hildebrand.
Landmann war Mitglied im PEN-Club Liechtenstein. Er ist in zweiter Ehe verheiratet und Vater einer erwachsenen Tochter. Er lebt in Zürich und in St. Gallen.

## Politik
In seiner Studentenzeit war Landmann Mitglied in der Schweizerischen Volkspartei (SVP), wo er es bis zum Vizepräsidenten der Stadtzürcher Sektion brachte. Nach dem Studium wechselte er zur Freisinnig-Demokratischen Partei (FDP), wo er Mitglied des Vorstands der Zürcher Stadtsektion war. Nach einem Zerwürfnis mit der Partei Mitte der 1980er Jahre verliess er die FDP wieder.
Im September 2018 wurde Landmann von der Stadtzürcher SVP-Kreispartei 7/8 für die Kantonsratswahlen 2019 auf dem ersten Listenplatz nominiert. Am 24. März 2019 wurde Landmann in den Kantonsrat gewählt. Seine erstmalige Kandidatur für den Nationalrat auf der Seniorenliste der SVP im Rahmen der Parlamentswahlen 2019 schlug fehl. Bei den Kantonsratswahlen 2023 wurde er nicht wiedergewählt.

## Werke
- Notwehr, Notstand und Selbsthilfe im Privatrecht (Dissertation Universität Zürich). Schulthess, Zürich 1975
- Haftpflichtrecht. Ein Grundriss in Tafeln (mit Professor Max Keller). Schulthess, Zürich 1979
- Das Böse. Geschichte eines Urphänomens. Universitas, München 1985
  - korrigierte und erweiterte Fassung als: Das integrierte Verbrechen. Kriminalität und Gesellschaft. Ullstein, Frankfurt am Main 1989, ISBN 3-548-34552-2
- Verbrechen als Markt. Zur Ökonomie der Halbwelt und der Unterwelt. Orell Füssli, Zürich 2006, ISBN 3-280-05164-9
- Der Reiz des Verbrechens und der Halbwelt. Orell Füssli, Zürich 2007, ISBN 3-280-05226-2
- Dünnes Eis. Wege in die Illegalität – ein Milieuanwalt erzählt. Orell Füssli, Zürich 2009, ISBN 978-3-280-05333-1
- Nackte Tatsachen. Der Rotlicht-Report. Orell Füssli, Zürich 2011, ISBN 978-3-280-05433-8
- Jetzt wird’s kriminell – Trust me: Die Psychologie der Wirtschaftskriminalität.  Stämpfli, Bern 2013, ISBN 978-3-7272-1267-3 (Buchauszug (Memento vom 4. April 2013 im Internet Archive))
- Die verschwiegene Geiselnahme. Der Steuerkrieg der USA gegen die Schweiz (mit Beiträgen von René Zeyer, Vorwort von Daniel Jositsch). Offizin, Zürich 2013, ISBN 978-3-907496-86-2.
- Retten, was noch zu retten ist. Desaster-Kommunikation. Stämpfli, Bern 2015, ISBN 978-3-7272-1465-3.